# Fusillade de Parkland
La fusillade de Parkland est une tuerie en milieu scolaire survenue le 14 février 2018 dans la Marjory Stoneman Douglas High School, à Parkland dans l'État de la Floride, perpétrée par Nikolas Jacob Cruz, un ancien élève de l'établissement.
Dix-sept personnes sont tuées et quinze autres sont hospitalisées, faisant de cette fusillade l'une des plus meurtrières survenues aux États-Unis en milieu scolaire,. Nikolas Cruz, le jeune homme identifié comme le tireur, est arrêté après la tuerie et est accusé de dix-sept chefs d'accusation de meurtre. Selon le bureau du shérif, Nikolas Cruz a avoué ses crimes.
Bien qu'aucune motivation n'ait été citée en février 2018 par les procureurs ou la police locale, ses camarades de classe ont qualifié Nikolas Cruz de « raciste » et de « psychopathe ». La haine présumée de Cruz envers les Juifs et les femmes a été citée comme motif de la fusillade.

## Fusillade

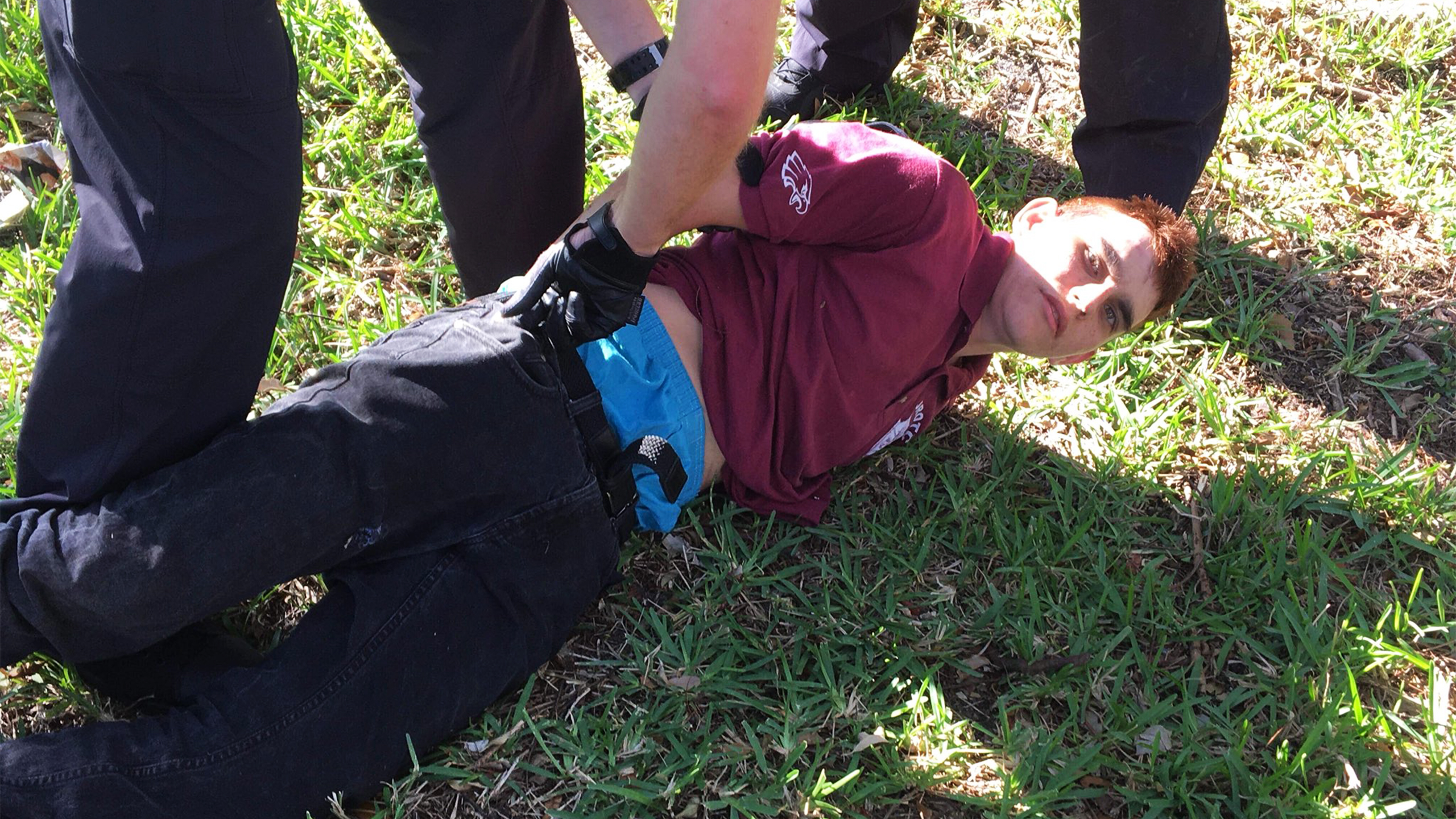
Arrestation de Nikolas Cruz peu après la tuerie.

La fusillade a lieu dans l'après-midi du 14 février 2018, dans la Marjory Stoneman Douglas High School de Parkland, en Floride. À 14 h 19 (heure de l'Est), Cruz est déposé à l'école par un chauffeur Uber. Vers 14 h 40, vers l'heure de fin des classes, le personnel et les étudiants entendent des coups de feu et le « code rouge » pour le confinement est déclenché.
Le tireur déclenche une alarme incendie alors qu'il porte un masque à gaz et des grenades fumigènes. Il est armé d'un fusil d'assaut AR-15 calibre .223 (5,56 mm) et de multiples chargeurs. Le fusil avait été acheté légalement après vérification des antécédents.
La fusillade dure six minutes, le shérif adjoint armé du Broward County Sheriff's Office affecté à la sécurité de l'école n'est pas rentré dans le bâtiment.
Cruz s'échappe ensuite en se mêlant aux étudiants en fuite. Il se rend alors à pied à un supermarché Walmart, où il achète un soda dans un restaurant Subway. Il marche ensuite jusqu'à un McDonald's et s'y attarde quelque temps avant de repartir à pied. Il est arrêté sans incident à proximité de Coral Springs vers 15 h 40. Il a été identifié comme étant l'auteur du crime par les enregistrements des caméras de sécurité de l'école.

## Réponse des forces de l'ordre
Un agent chargé de la sécurité de l'établissement scolaire est resté à l'extérieur du bâtiment 12 durant la fusillade ; il fut suspendu sans maintien de salaire le jour suivant mais démissionna immédiatement. Le shérif Israel précise que « l'agent était absolument sur le campus durant tout l'événement » et qu'il aurait dû « rentrer, s'occuper du tueur pour le tuer ». Une déclaration de l'avocat de l'agent précise qu'il pensait que la fusillade avait lieu à l'extérieur du bâtiment, ce qu'il affirme avoir précisé au premier agent de la police de Coral Springs arrivé sur place. La déclaration mentionne également des transmissions radio indiquant une victime par balle près du terrain de football. Cependant, le Miami Herald indique que les transcriptions des transmissions de l'agent à 14 h 23 sont de « possibles tirs d'arme à feu — bâtiment 1200 ». À 14 h 25, il précise « on a aussi entendu que c'était proche, à l'intérieur du bâtiment 1200 ». À 14 h 27, au bâtiment 12, il alerte de « rester au moins à 500 pieds [...] ». Le 15 mars, sur ordre de la cour, le bureau du shérif fournit un enregistrement vidéo issu des caméras de sécurité de l'école et montrant certains des mouvements de l'agent durant la fusillade.
Des sources anonymes indiquent à CNN que le capitaine du bureau du shérif en service ce jour-là a donné l'ordre aux adjoints de former un périmètre au lieu d'immédiatement attaquer le tireur alors que cette tactique est contraire à l'entraînement reçu par les forces de l'ordre pour faire face aux tireurs actifs. D'après les rapports de police, l'ordre d'entrer a été donné peu après la fin de la fusillade. Les premiers agents entrèrent environ quatre minutes après le départ de Cruz, car ils pensaient que celui-ci était toujours à l'intérieur à cause d'un retard dans la transmission des images de vidéosurveillance.
Le président Trump a ouvertement critiqué les agents qui ont failli à entrer dans le bâtiment durant la fusillade. Le 26 février, il déclare qu'il pense qu'il serait entré lui-même, « même si je n'avais pas d'arme, et je pense que la plupart des personnes dans cette pièce auraient fait la même chose ».

## Victimes
Quatorze étudiants et trois membres du personnel sont tués et de nombreux autres blessés, dont au moins quinze (dont le suspect) ont été emmenés dans des hôpitaux de la région. Parmi les personnes tuées, douze meurent dans l'école, deux à l'extérieur des bâtiments de l'école, une dans la rue et deux à l'hôpital. La liste des victimes comporte dix-sept personnes.

## Le tireur
Nikolas Jacob Cruz, né le 24 septembre 1998, ancien élève de l'école, âgé de 19 ans au moment des faits, est identifié comme le tireur présumé. Son ancien professeur de mathématiques a déclaré qu'un courriel de la direction de l'école avait circulé parmi les enseignants, avertissant que Cruz avait proféré des menaces contre d'autres élèves, l'empêchant de porter un sac à dos sur le campus. Il a ensuite été expulsé pour s'être apparemment battu avec le petit ami de son ex-petite amie. Sur Instagram, il partageait des points de vue racistes, homophobes et antisémites et se montrait obsédé par la violence et les armes,.
Peu après la fusillade, de nombreux médias rapportent que Cruz était affilié au groupe suprémaciste blanc Republic of Florida (ROF), et qu'il s'identifiait aux mouvements nationalistes blancs de droite alternative (alt-right) et identitaires. Cette information est cependant démentie le jeudi suivant, les autorités judiciaires affirmant qu'ils n'avaient aucune preuve reliant Cruz à la ROF et qu'il s'agissait d'un « malentendu »,.
Après plusieurs reports, le procès de Nikolas Cruz s'ouvre le 18 juillet 2022 à Fort Lauderdale, Floride.
Il est condamné à la perpétuité, sans libération conditionnelle possible, le 3 novembre 2022.

## Enquête
Le 16 février, le FBI révèle qu'un mois auparavant, un proche de Nikolas Cruz avait contacté l'agence pour prévenir que ce dernier possédait une arme, avait l'intention de tuer des gens et pouvait avoir une conduite insensée ou commettre une fusillade dans une école. Toutefois, l'information n'a pas été transmise au bureau local de Miami.

## Débat sur le contrôle des armes à feu aux États-Unis

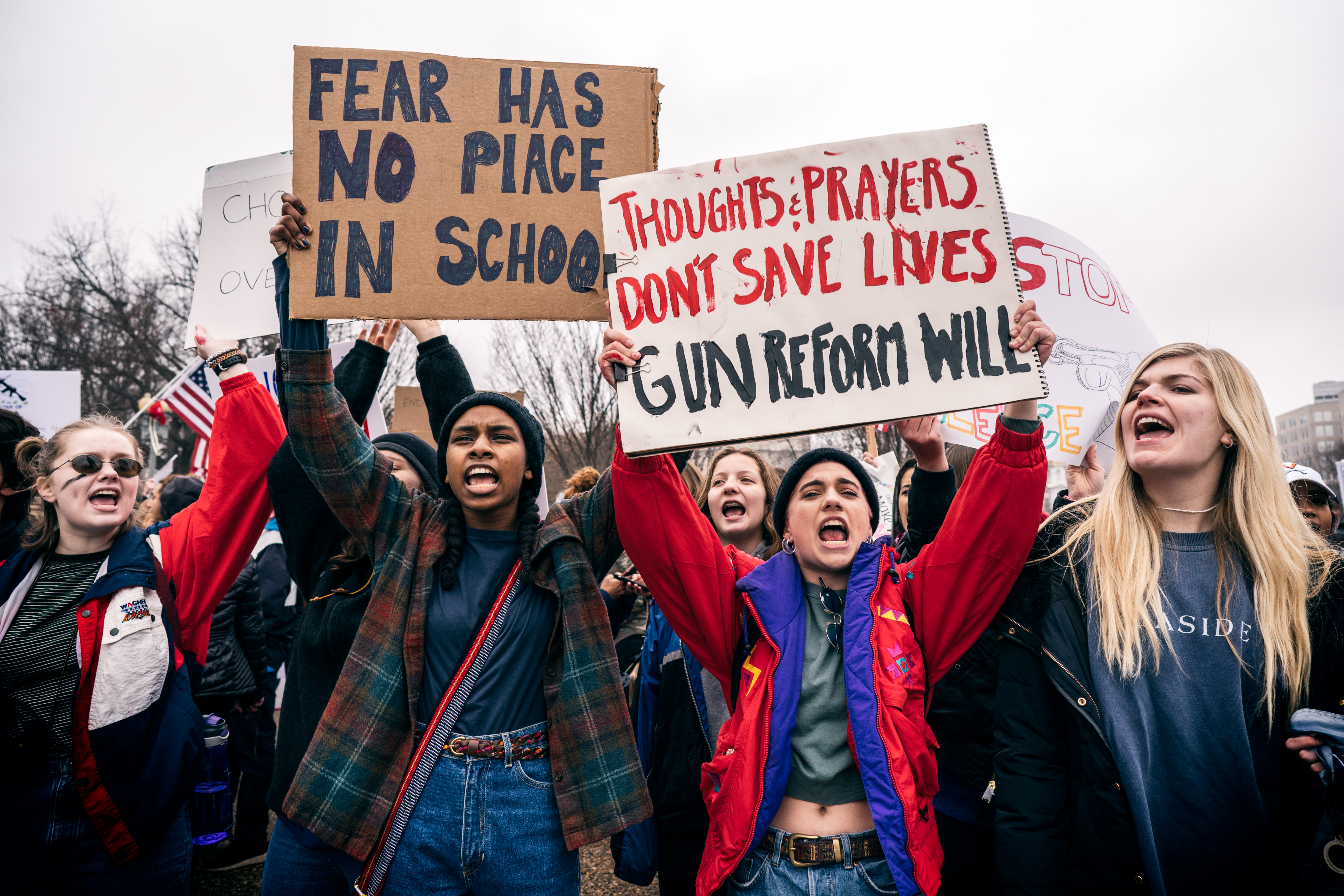
Des étudiants protestent contre la violence armée devant la Maison Blanche le 19 février 2018.

La fusillade a pour conséquence de relancer le débat sur le contrôle des armes à feu, récurrent aux États-Unis après chaque massacre. De nombreuses manifestations avec une forte mobilisation d'étudiants se développent après le drame.
Emma González, une étudiante de l'école secondaire Marjory Stoneman Douglas à Parkland en Floride, rescapée de la fusillade, est rapidement devenue le visage des lycéens bouleversés par cette tuerie et partisans de lois strictes sur les armes à feu en Amérique. Le 17 février 2018, elle a prononcé un discours à Fort Lauderdale, en Floride, sur l'impact de la fusillade au Lycée Parkland et sur ce que cela signifiait pour la sécurité publique de l'Amérique dans son ensemble. Elle n'est pas seule, une vingtaine de lycéens concernés par la question forment un mouvement pour la révision des lois en la matière, et s'en prennent au camp adverse pro-armes, avec la National Rifle Association (NRA) comme emblème : Cameron Kasky, Sarah Chadwick, David Hogg et Jaclyn Corin sont tout à fait représentatifs de ce groupe. Le maelstrom émotionnel  subi aux lendemains du massacre par chaque lycéen survivant de Stoneman Douglas est palpable, et fonde leur engagement pour une cause à laquelle ils identifient leur survie, et pour laquelle les 17 morts de Parkland ne doivent pas avoir péri en vain.
Le 9 mars, la Floride adopte le Marjory Stoneman Douglas High School Public Safety Act qui fixe l’âge minimum légal pour acheter une arme à feu à 21 ans au lieu de 18 précédemment, impose un délai d’attente de trois jours pour toute vente de fusils, mais autorise certains employés d’établissements scolaires à être armés, comme c'était déjà le cas selon diverses modalités dans les États de Géorgie, du Kansas, du Dakota du Sud, du Tennessee, du Texas et du Wyoming. La loi ne reprend pas la revendication des lycéens d'interdiction des fusils d’assaut semi-automatiques, mais la NRA décide cependant d'attaquer cette décision devant la justice fédérale.

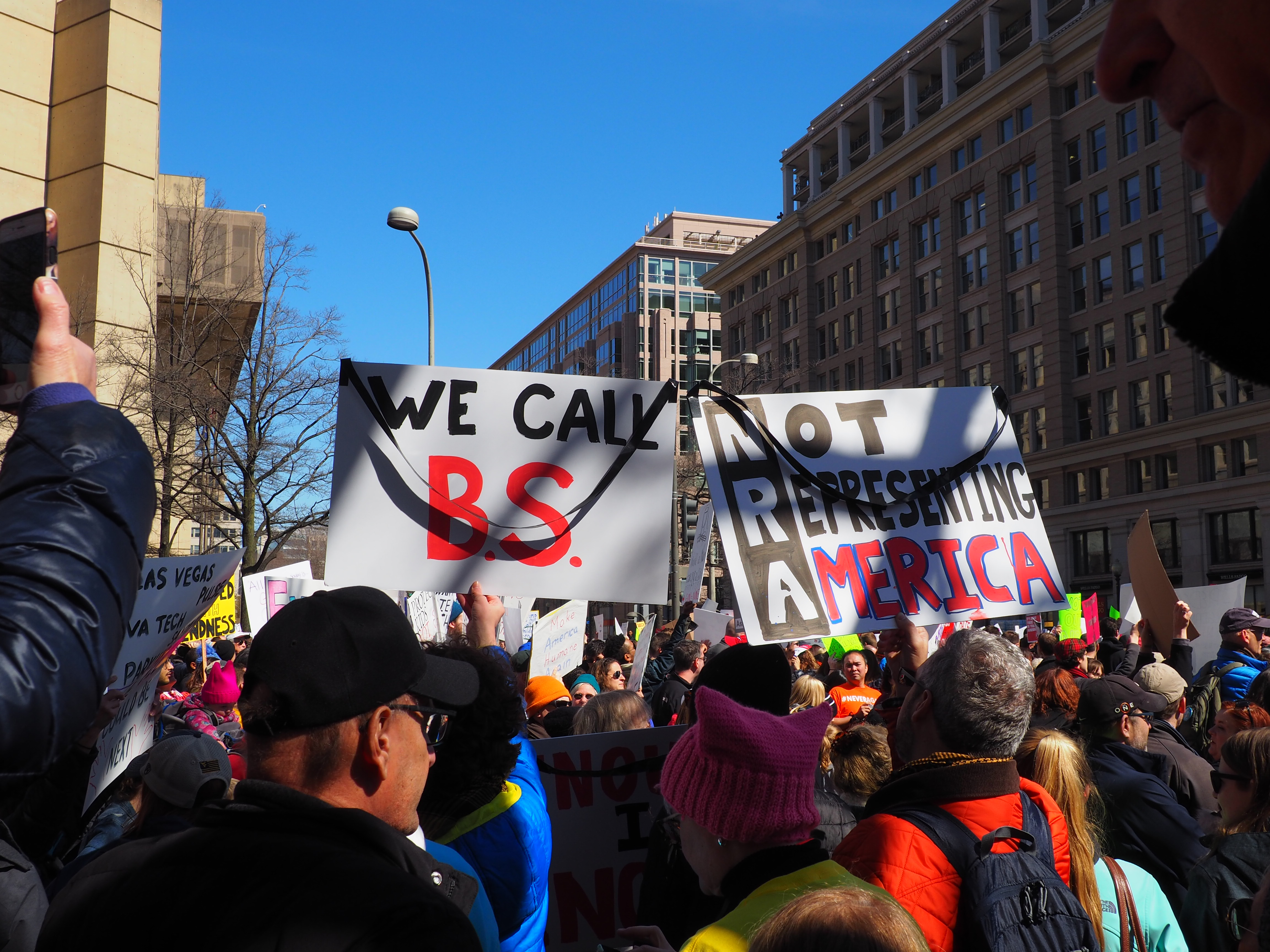
March For Our Lives : une marche le 24 mars sur la capitale.

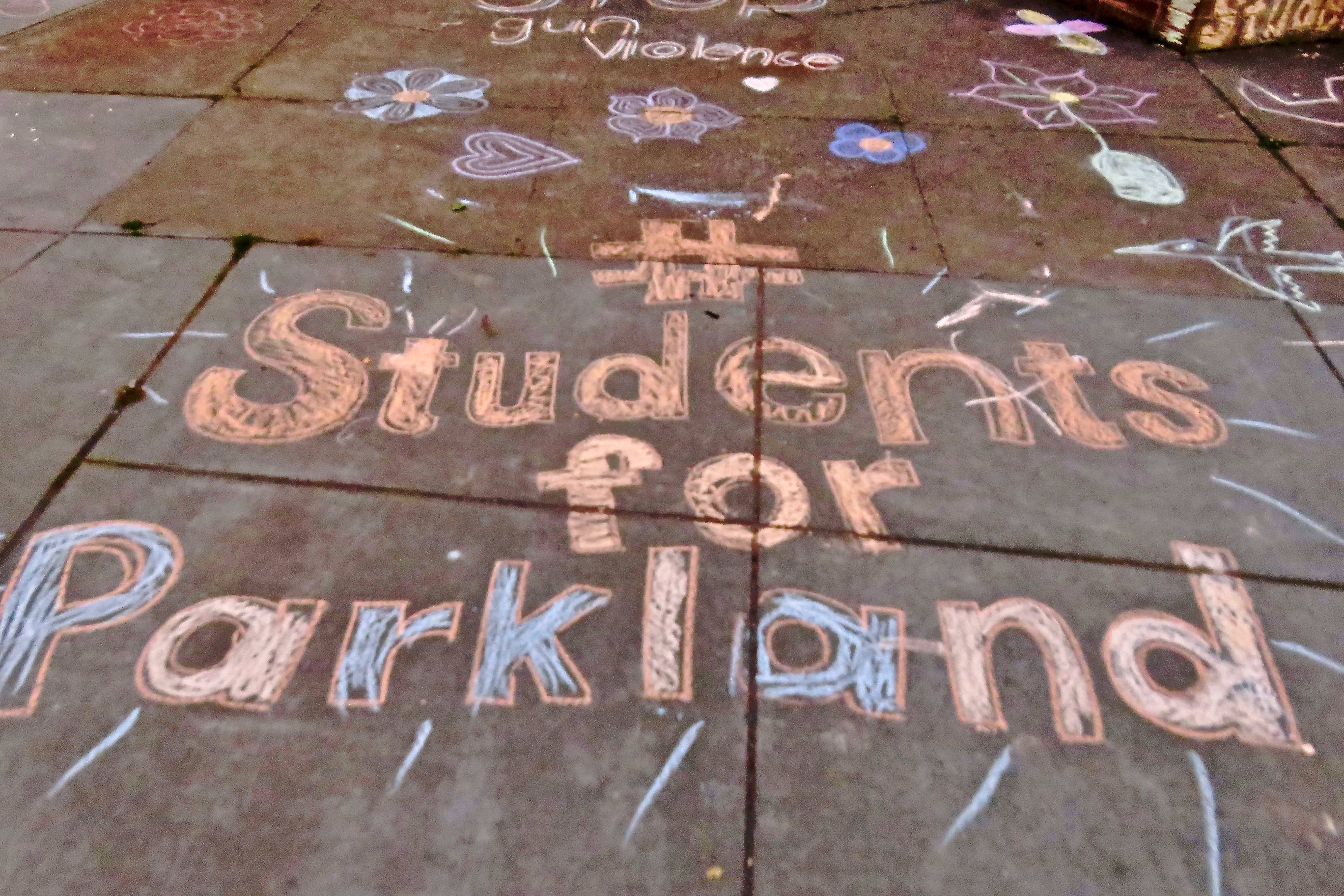
Message et dessins sur la chaussée lors d'une veillée en Californie pour les victimes.

La mobilisation sur le sujet prend une ampleur nationale le 14 mars, un mois après la tuerie, avec le National Walk Out Day, évènement pendant lequel tous les lycéens du pays sont invités à sortir de leur établissement pendant 17 minutes, autant que le nombre des morts de Parkland. Une minorité de responsables d'établissements a puni ses élèves pour s'être rassemblés, provocant des réponses juridiques sur les réseaux sociaux au titre du droit à l'expression individuelle. Puis, le 24 mars a lieu la March For Our Lives (Marche pour nos vies) rassemblant un demi-million de personnes à Washington pour faire pression sur la représentation politique nationale. Cette marche est relayée par 800 autres rassemblements dans les villes du pays et même à l'international.
Enfin, la commémoration le 20 avril des 19 ans de la tuerie de Colombine s'avèrera, compte tenu du contexte, particulièrement suivie.